# Медово (Псковская область)
Медово — деревня в Кулейской волости Печорского района Псковской области.
Расположена на восточном берегу острова Каменка в западной части Псковского озера. На острове к северо-западу находится деревня Сельцы, к юго-востоку — деревня Каменка.

## Население
Численность населения деревни Медово составляет 23 жителя по состоянию на 2000 год.
| 2001 | 2002 | 2010 |
| ---- | ---- | ---- |
| 23   | ↘16  | ↗19  |

## Топографические карты
- Лист карты O-35-XXII Печоры. Масштаб: 1 : 200 000. Издание 1967 г.